# CSI:ニューヨーク
『CSI:ニューヨーク』（英語: CSI: NY） は、アメリカ合衆国のミステリー・テレビドラマ（海外ドラマ）シリーズ。CBS系列で2004年9月22日に放送を開始し、2013年2月22日まで全9シーズンが放送された。
日本では、WOWOWおよびAXNがほぼ1シーズン遅れで、テレビ東京がほぼ2シーズン遅れで放送している。

## 概要
本作は『CSI:科学捜査班』からの2作目のスピンオフ作品で、主要キャストの顔見世は『CSI:マイアミ』の第2シーズン23話「マイアミ-NY合同捜査」で行われた。
CBS社長のレス・ムーンベスの要望により冷たくクールに見えるよう、当初は青色がキーカラーとして用いられた。
WOWOWでの放送では、番組冒頭に恒例の主要人物イントロダクションが行われるが、3シリーズ中で本作のみ、各キャラクターの得意分野に言及していない。また、第2シーズン放映時には、番組の最後にメインキャストやプロデューサーらのインタビュー
「INSIDE CSI：NY」が放送された。この「INSIDE CSI：」は以後のシリーズでも断続的に行われているほか、別シリーズでもそれぞれ「INSIDE CSI：LV」「INSIDE CSI：MIAMI」として同様のコーナーが不定期に設けられている。
原典となる『CSI:科学捜査班』のメンバーがいわゆる「鑑識課」であるのに対し、本作のCSI捜査官は「刑事」である（『CSI:マイアミ』も同様に刑事）。一話完結の事件とは別に、連続殺人犯などを扱う長期にわたるストーリーも並行して描かれる。
本作のCSIチームには当初は明確な捜査車両は登場せず、第4シーズンに登場した黒のシボレー・アバランチが初である。第4シーズンでは1代目アバランチ後期型、第5シーズンからは2代目アバランチが主に使用されている。なお、カーチェイス等のアクション・シーンでは1代目と2代目が入れ替わっていることが時々あり、並行して撮影に使用されている模様。
本作品の撮影は主にカリフォルニア州のバーバンク市などロサンゼルス地域で行われているが、必要に応じてニューヨークでの撮影も行われる。

## 音楽
第1シーズンの音楽はビル・ブラウンが作曲を担当した。
他のCSI作品と同様、主題歌にはザ・フーの楽曲が使われている。この曲は「Teenage Wasteland」としてよく知られているがこれは誤りで、正しいタイトルは「ババ・オライリィ」である。
第4シーズンからは、「ババ・オライリィ」の曲想やオープニング映像が変化するとともに、本編でもスピード感あふれる展開が見られるようになり、さらに晴天の日が増えて、街の風景も比較的明るくなった。

## 登場人物
以下、吹き替え声優が複数いる場合は『CSI:ニューヨーク』本編 / 『CSI:マイアミ』「マイアミ-NY合同捜査」の順で記す。

### 主要人物
マック・テイラー (Mac Taylor)
演 - ゲイリー・シニーズ、日本語吹替 - 中村秀利 / 小川真司
出演 - 第1シーズン1話〜
ニューヨーク市警察CSIグレード1捜査官（1st Grade Detective 警部補格）
ニューヨークCSIチームの主任。フルネームは「マッケナ・“マック”・ルウェリン・テイラー(McKenna 'Mac' Llewellyn Taylor)」。ファーストネームのマッケナよりも愛称であるマックと呼ばれることが圧倒的に多い（吹き替え版では、2つのCSI主任と違って愛称で呼ばれている）。
特殊技能は犯罪学。犯罪学者としては世界でも有数のレベルにあり、犯罪の傾向や動機に重点を置いて捜査をする。第1、第2シーズンでは検査シーンが多かったが、第3シーズン以降は検査をするシーンはほとんどなくなってしまった。その点では『CSI:マイアミ』のホレイショ・ケイン警部補と同様に、科学捜査官よりむしろ刑事として事件と向き合っていると言える。
妻のクレアをアメリカ同時多発テロ事件で失っている。国に貢献するための最良の方法が海兵隊に入ることと考えて入隊したが、所属していた1983年にベイルートでのアメリカ海兵隊宿舎自爆攻撃により心の傷を負って除隊した（当時の階級は少佐)。警官となった現在はステラと親しく、またオフの時間にはジャズクラブでベースギターを弾いている。
チームワークを第一としており、その輪を乱したりする者はたとえ親しい部下であっても厳しく叱り付ける。しかし、部下をとても信頼しているが故の愛情の裏返しであり、そのためラボの皆から信頼・尊敬されている。正義感がとても強く、犯人がたとえ警察内部の者であっても決して容赦しないが、一方で恋人を殺されたフラックがその犯人を職務中に正当防衛を装って処刑した事実を突き止めながら黙認、隠蔽するという一面も持つ。またルドルフ・ジュリアーニが市長だった時代に彼の政策でもあった汚職警官の追放と告発に協力していたことから、一部の上層部の者から恨まれている。ちなみにステラ曰く昔はバリバリの熱血警官だったとのこと。相当のワーカホリックで、仕事に熱中するあまり一つの事件に集中すると何日も家に帰らず徹夜することも多い（9.11で妻を亡くしたショックで不眠症になったことも関係している）。
第3シーズンからイギリス人検死官ペイトン・ドリスコルと交際していたが、第4シーズンで彼女の帰国により破局。第8シーズン11話「仮面の下」で、リンジーらが犯罪捜査のために作成したプロフィールページからかつてのマックの元相棒の妹であるクリスティーンから友達申請があり、付き合うようになった。
出身はイリノイ州シカゴ。少年時代は気弱な性格だったことがうかがえる。10代の頃友人を含む二人の殺害現場に居合わせたことがあり、それがきっかけで第4シーズン中様々な事件に巻き込まれることになる。
第7シーズン終了後に警官としての自分に限界を感じて長期休職し、第8シーズン1話では、9.11の犠牲者の内で遺体の損傷が激しく10年経っても身元が確認出来ていない1,000人以上のDNA鑑定を請け負っている民間の研究機関でDNA検査技師として働いていた。同時に9.11当時救助活動のボランティアをしていて知り合った殉職警官の父親と共に、10周年記念追悼式典の実現に向けて運動を行い、これを成し遂げた後に警察官として復職した。これはマック役のゲイリー・シニーズが諸方へ働きかけ、2年の準備期間を経て実現させた9.11追悼エピソードである。実際の記録映像を一切使わず、当時ニューヨークにいた2人の脚本家（1人は元NYPDの警官）の協力を得て、各種の特殊効果でツインタワー崩壊直後のマンハッタンを再現している。第8シーズン最終話「死の淵にて」では、犯人に背中から銃で撃たれ死の淵を彷徨う。その際、クリスティーンにより彼のミドルネームがデュエリンであることが判明する。かつてのマックの相棒だったクリスティーンの兄からは、女みたいだとからかわれていた。一時心停止状態になるが、半年後には業務に復活している。ファイナルシーズン最終話でクリスティーンにプロポーズし、認められた。
ジョセフィーン・“ジョー”・ダンヴィル (Josephine "Jo" Danville)
演 - セーラ・ウォード、日本語吹替 - 渡辺美佐
出演 - 第7シーズン1話〜
ニューヨーク市警察CSIグレード1捜査官（1st Grade Detective 警部補格）
元FBI捜査官。異動したステラの後任としてバージニア州からやってくる。DNA解析を得意とするだけでなく犯罪心理学にも心得があるため、容疑者の尋問でも捜査に貢献する。
現役FBI捜査官のラス・ジョセフソンと離婚歴があり、息子のタイラー（ラスと同居）と、離婚後に養女にしたエリーがいる。自身もFBI捜査官であったため、捜査でFBIとのパイプ役になることも多い。歴代CSIメンバーの初登場シーンの中では珍しく、ラボへの初出勤の際に第一発見者として事件に遭遇している。
FBI時代、ワシントンDCを震撼させた連続強姦魔ジョン・カーティスの捜査を担当するが、共に捜査にあたっていたFBIラボのフランク・ウォーターズがDNA検査のミスを隠蔽し送検書類を偽造していたことを知り、職業倫理上の信念からこれを告発したことでカーティスは無罪放免、被害者の1人が上院議員の娘であったことから政治的な圧力により自身はFBIを辞職せざるを得なくなった。2年後、ニューヨークでカーティスが犯行を開始している痕跡が見つかり捜査に参加。警察に申し出てはいないものの物的証拠を全て保存している被害者を見つけ出し、彼女のアパートに証拠物を取りに行ったところ待ち伏せていたカーティスに奇襲され負傷するが、必死に応戦してカーティスを射殺し、因縁に決着をつけた。
ダニー・メッサー (Danny Messer)
演 - カーマイン・ジョヴィナッツォ、日本語吹替 - 平田広明 / 東地宏樹
出演 - 第1シーズン1話〜
ニューヨーク市警察CSIグレード3捜査官（3rd Grade Detective 巡査格）
CSI捜査官。マックによって個人的にCSIに招聘され、捜査官に抜擢される。下町育ちで悲惨な子供時代を送っており、自身や家族が裏の社会とは浅からぬ関係があったことなどから、独特の感性と倫理観を持っている。一方で、常に冗談を言っているようなムードメーカー的存在であり、マックのことを尊敬している。第1シーズンでは主にエイデンと共に事件を解決していたが、第2シーズン以降はホークスやリンジーと共に事件を解決していることが多い。初めて現場に来たリンジーに対して「マックには“さん付け”した方が良い」と吹き込むなど若干軽い態度で接しているが、基本的には彼女の実力を認めている。CSIにおける検査では、すべてにおいて高水準でこなす。
11年前、兄のルイから罵声を浴びせられて傷つき、長いこと彼とは距離を置いていた。しかし、第2シーズン20話「沈黙の過去」で、その言動は兄が所属していたストリートギャング「タングルウッド・ボーイ」のメンバーたちから自分を守るためであり、再び自分を救うためにグループのメンバーと対決して暴行を受け昏睡状態に陥ったことを知り、号泣した。
第3シーズンごろから、同僚のリンジーを女性として意識するようになる。関係はなかなか進展しなかったが、同シーズン18話で（長時間シフトを終えた直後にもかかわらず）モンタナの法廷まで向かうという逞しさを見せたこともあり、交際が始まる。
第4シーズンでは隣の部屋に住んでいる子供（名前はルーベン）が事件に巻き込まれ、死亡。自分のせいと悩み、犯人が釈放されると、復讐しようとする母親に拳銃を奪われてしまう。CSIの仲間には内緒で独自捜査を行い、ドンの協力で何とか事なきを得るが、その母親と子供のいない寂しさから肉体関係を結ぶ。心を開かず一人で悩み続けたため、リンジーから別れを告げられてしまう。
第5シーズンではリンジーとの関係が進展、マックの後押しもあって無事に結婚。シーズン後半では愛娘ルーシーが生まれている。「この子は将来とんでもない美人になる」と予言するなど親馬鹿丸出しで、その溺愛っぷりには妻のリンジーもややあきれている様子。また、「娘の近くに近寄る男には容赦しない」などと発言し、まだ赤ちゃんの娘に近づくラボの男性陣を威嚇している。
第8シーズンではかねてより受験していた警察内部の昇格試験に合格し、巡査部長（Sargent、3rd Grade Detectiveより一つ上の階級）に昇進したため制服警官となり、ラボから離れる。しかし同シーズン序盤で、目をかけていた部下の巡査達から誤射の偽装工作を指示したという濡れ衣を着せられる仕打ちを受ける。部下の一人が良心の呵責から真実を告白したことから、偽装工作の嫌疑は晴れて内部調査でもお咎めなしとなるが、嫌気がさし自らシンクレア局長に降格と異動を願い出て認められ、CSIラボ勤務へと戻っている。
WOWOWで実施された『CSIイケメン捜査官ランキング』では2位に入る。
ステラと同じく愛車であるバイクが登場している（第4シーズン13話「絆」等）。
シェルドン・ホークス (Sheldon Hawkes)
演 - ヒル・ハーパー、日本語吹替 - 楠大典 / 松本大
出演 - 第1シーズン1話〜
ニューヨーク市警察CSIグレード3捜査官（3rd Grade Detective 巡査格）
元ニューヨーク市検死局検死官。18歳で大学を卒業した天才で、24歳で外科医の資格を取得した。救急医療室での数年の勤務経験を持つ（第2シーズン2話「過ちのグランド・セントラル」）。2人の患者を失った後に、検死局へ転職した。現在でも暇を見つけては市内の医療ボランティアに従事している。第1シーズン最終話で異動願いを出し、第2シーズン1話から捜査官となった。そのため捜査官としては新入りであるが、検死官としての知識を活用して現場での捜査にあたっている。第5シーズンで、あるレイプ犯の犠牲となった事件がきっかけで別れた元恋人のカーラが登場し、8年の空白を経て再び犯行を再開した別離の元凶となったレイプ犯がステラにより遂に逮捕されるのだった。それ以降も、レイプ犯やストーカー犯に対して強い嫌悪感を示す。ストーカー被害者が復讐を行った際には、逮捕時に「情況証拠での検挙が非常に難しい」と伝えて不起訴になる方法を教えたこともある（第5シーズン20話「追いつめられて」）。同僚のエンジェルが殺害された際には、事件を忘れるために週末には医療ボランティアに専念している様子が見られるなど秀才な反面、精神的に脆い面がある。
WOWOWで実施された『CSIイケメン捜査官ランキング』では5位に入る。原語版では「シェル」「ドク（ドクターの略）」などの愛称で呼ばれることが多い。
ドン・フラック (Donald "Don" Flack, Jr.)
演 - エディ・ケイヒル、日本語吹替 - 土田大
出演 - 第1シーズン1話〜
ニューヨーク市警察殺人課グレード1捜査官（1st Grade Detective 警部補格）
NY市警の刑事。3代続けての警察官という家系であり、警察を愛するあまりCSIとの友好的な関係が崩れることもある。正義感は非常に強く、悪に対しても容赦無い態度で臨む。第2シーズン最終回では建物爆破時に瀕死の重傷を負うが、一命を取り留める。またその時のことを口説き文句に使うなど意外とプレイボーイ気質。猫アレルギー。妹サマンサがバーテンダーをしており、お互いに反発しあっている。家庭環境ゆえに自然と警察官の道を選んだ自身とそれに反発する妹という間柄。ダニーとは9.11の現場で救助活動中に初めて出会い、協力して負傷者を助けて以来の友人である。
同僚の刑事ジェシカ・エンジェルと交際していたが、第5シーズン最終話で彼女が事件に巻き込まれ死別したこと、また警察官としての一線を越え彼女を殺害した犯人を私的に処刑したことにより、心に深い傷を負い精神状態が不安定となる。それ以降しばらくは身なりに全く気をつかわなくなり、これまで一貫していたスーツスタイルをやめてラフな服装になり、不精ヒゲも伸ばしたままになる。一時は無断欠勤をするなど職務に影響を及ぼした。挙げ句には地下鉄の車内で暴行事件に遭ってしまい、自身の元情報屋に辛くも助けられることになる。連絡を受け会いに来たマックにさじを投げられる寸前にまでに至るも、何とか踏みとどまることを約束し、立ち直った。
ニューヨーク市警には多いアイルランド系移民の子孫であり、ゲール語が喋れる。なお日本語版では他の登場人物から「フラック」と呼ばれているが、原語版での呼び名は「ドン」であり、また妹など特に親しい人々からは「ドニー」と呼ばれることもある。第9シーズン最終話でジェイミーと交際を始める。
愛車はシルバーのビュイック・ルサーン。
リンジー・モンロー (Lindsay Monroe)（結婚前）→リンジー・メッサー (Lindsay Messer)
演 - アンナ・ベルナップ、日本語吹替 - 園崎未恵
出演 - 第2シーズン3話〜
ニューヨーク市警察CSIグレード3捜査官（3rd Grade Detective 巡査格）
第2シーズン3話から登場。それ以前はモンタナのCSIに所属していた（3年間）。初期はダニーからよく「モンタナ」と呼ばれていた。掌に生皮を編んだ時に出来るタコがあったり、逃走する犯人に立ちはだかり抑えこむなど、逞しいタフガールである。
第3シーズンでダニーからのアプローチを受けるが、職場の同僚と恋仲になることに踏み切れなかったため、なかなか関係は進展しなかった。そんな中、自らが未解決殺人事件の目撃者であることを告白。その後犯人が逮捕され、証人召喚のため一時NYを離れモンタナに戻る。裁判は同第18話で結審し、第19話でCSIに復帰。その際、ダニーが第18話で法廷にまで駆けつけたこともあり、交際が始まる。第4シーズンではダニーに起こったトラブルや内部調査のせいで距離をおかれてしまい難航状態にあったが、同僚の面々によるサポートもあり第5シーズンでついにダニーと結婚した。
女児を出産したあとはパートタイマーとしてCSIラボに復職している。
第6シーズン最終話で、自宅に侵入し娘を人質に取ったシェーン・ケーシーを射殺する。第7シーズン1話で勲章を授与されるが、人を殺したという現実との間で葛藤することになる。勲章を一度はゴミ箱に捨ててしまうが、ダニーに「この勲章は人の命を奪ったことではなく、救ったことに対して与えられたものだ」という言葉をかけられ、勲章を持ち続けることを決意する。
ファイナルシーズン13話で2人目を妊娠したことが判明するが、ラボ内では賭けの対象になっていた。
シド・ハマーバック (Sid Hammerback)
演 - ロバート・ジョイ、日本語吹替 - 稲葉実
出演 - 第2シーズン5話〜
ニューヨーク市検視局検視官
第2シーズン5話から登場。主要人物の中で唯一の妻帯者（既婚だが妻を亡くしているマックと第5シーズンで結婚したダニーとリンジーを除く。また少なくとも一度の離婚歴あり）。2人の娘がいる年配の検視官。祖母はリトアニア人。独特な世界観を持ち、少し変わったジョークやお世辞を言う。いわゆる「天才」で、シェフの仕事を辞めて検視官になったらしい（当初はつい最近シェフの仕事を辞めたという設定だったが、第5シーズン3話では26年間検視官をしていると話している）。少々喋り過ぎる傾向があり、ある事件で被害者が女性2人と「結婚」していたと聞かされた折、自分が以前3Pした時の体験談をいきなり話し始めてホークスを閉口させていた（第2シーズン22話）。
仕事の時だけ眼鏡（中央のフレームが分離する珍しいタイプ）をかけていて、普段は首にぶら下げている。ダニーがリンジーに対して気があることを見抜いたり、マックが感謝祭の際どこにも行くところがないだろうと察して自分の家に招いたりと観察眼にも優れている。吹き替え版でダニーは彼を「先生」と呼んでいる。食物アレルギー（おそらくピーナッツ）を持っており、第3シーズンの中盤でそれが原因で死に掛けたことも。第5シーズンからレギュラーに昇格。
第5シーズン2話で、ある弁護士の妻殺しの余波で被曝して死んだ女性を解剖中、自身もまた彼女から被曝し倒れて死の淵を彷徨ったり、かつて検視官だったピノがモルグに務めていた頃から犯罪に手を染めていた事実に強いショックを受けたりするなど、様々な苦悩を抱えることが多い。
いびき防止用の枕である「ハマーバック・スリーパー」を開発した折りに「死体のような寝心地」という変わったキャッチフレーズを提案したが、マックにやんわりと否定される。そして、その特許を日本の企業が2,700万ドル（作中の時系列当時の相場で20億円以上）という高額で買い取ることになり一躍億万長者になる。しかし、そのうちの1,000万ドルは自らが検死をしたかつての事件の被害者である遺族10組に100万ドルの小切手として渡している（ファイナルシーズン11話「コマンド+P」）。当初は否定していたが、ジョーによって証拠を分析され、白状した。また、同話で自らが非ホジキンリンパ腫のガンであるとジョーに打ち明けた。
アダム・ロス (Adam Ross)
演 - A.J.バックリー、日本語吹替 - 後藤敦
出演 - 第2シーズン8話〜
ニューヨーク市警察CSIラボ研究員
第2シーズン8話から登場。しばしば軽口を叩くも、マックに「（プラットを）逮捕できる」と励ます一面もある。アリゾナ州のフェニックス出身。また、アリゾナ州出身であるがゆえに「摂氏30度以下は寒い」と思っており、雪が嫌いである。特殊技能はIT。
ITに長けており、架空のサイトを立ち上げて犯人をネットにおびき寄せたり、コンピューターウイルスを送って犯人の居場所を特定したこともある。サイバーの範疇での犯罪者に対して非常に強い。一方で、殺人事件の目撃者となり犯人に命を狙われた際には銃を持って奇襲をしかけてきた犯人とボクシングスタイルで渡り合ったこともある。ラボでの仕事中にイヤホンで音楽を聞いていることが多く、時には歌ったり踊ったりもしている模様。連邦準備銀行の金庫室を調査した際には、その光景に感激し、金塊の匂いを嗅ぐなど変人ぶりを発揮している。ほとんどラボから離れずに働いていたが、巡査部長に昇進したダニーがパトロール勤務となりラボを離れたのと入れ替わりに、捜査会議に出席したり現場検証に出動したりするようになった。
報告をする際には、あまり重要でない前置きを長々と述べる傾向があり、慌てて真面目に言いなおす羽目になっている。マックに対しても軽いノリで応対することが多いが、たいていは空振りに終わっている。態度を改めようという意識はあるものの、あまり効果は無いようでもある。
第5シーズンからレギュラーに昇格。爆破テロに巻き込まれた際、助けを求める声に反応して友人と共に救助した。9.11当日は前夜友人たちと遊びまわって疲れ果たせいで午後まで泥酔していた。目が覚めてからニュースで同時多発テロを知り言い知れぬ後ろめたさを感じ、翌日からツインタワー崩壊現場の瓦礫撤去ボランティアに参加している。
第6シーズンまでに、（何故だか）"女性の同僚と一夜を過ごしたという出だしでシーズン初回を迎えた"ことが二度ある。

### サブキャラクター
リード・ギャレット (Reed Garrett)
演 - カイル・ガルナー、日本語吹替 - 山中真尋
出演 - 第3〜4シーズン、第6シーズン
9.11事件で亡くなったマックの妻クレアの子供。クレアがとても若い頃に付き合っていた男子高校生との間に生まれた子供であり、出産後に養子に出された。そのためマックとは血縁関係がない。ニューヨークで有名なブロガーでもある。
初登場のエピソードではステラのことを実母クレアだと勘違いしてストーカー紛いの行動をしたが、ステラがマックの親友であることと、クレア本人は9.11事件で亡くなったことを知らされショックを受ける。マックとは血縁関係がないことから彼との今後の関わりにあまり乗り気ではなかったが、後のエピソードでもマックとの付き合いが描写される。
第4シーズン終盤では自身のブログにおいて連続殺人鬼「タクシーキラー」を取材していたが、そのことが原因でタクシーキラーに拉致され、危うく命を落としかけた。
クリスティーン・ホイットニー (IChristene Whitney)
演 - ミーガン・ドッズ、日本語吹替 - 加納千秋
出演 - 第8・9シーズン
かつてのマックの元相棒の妹。小さなレストランを経営している。第8シーズン11話「仮面の下」で、リンジーらが犯罪捜査のために作成したマックのプロフィールページから友達申請をし（第8シーズン12話「ブルックリンに死す」）、進展が始まる。ベガス編第13シーズンとNY編ファイナルシーズンのクロスオーバーでは、ある事件に巻き込まれ、人質にされてしまう。ファイナルシーズン最終話で、マックからのプロポーズを受け入れた。
ジェイミー・ロバート (Jamie Lovato)
演 - ナタリー・マルティネス、日本語吹替 - 鷄冠井美智子
出演 - 第9シーズン
ファイナルシーズンで登場する女性刑事。元は麻薬課の刑事だったが、潜入捜査で失敗して殺人課へ異動。異動時のその日にマックとドンと一緒に捜査に加わる。そのときの行動からドンは好意を抱いていた。第9シーズン最終話でドンと交際を始める。

### 過去に登場した人物

#### 主要人物
エイデン・バーン (Aiden Burn)
演 - ヴァネッサ・フェルリト、日本語吹替 - 甲斐田裕子 / 荒井静香
出演 - 第1シーズン1話〜第2シーズン2・23話
ニューヨーク市警察CSIグレード3捜査官（3rd Grade Detective 巡査格）
芸術性と人類学を持ち味としているCSI捜査官。特殊技能は人骨からの身元特定や複顔。ブルックリン地区出身で適応能力が高く、仕事への愛情と意欲を持っている。彼女の友人が関わるレイプ事件が頭から離れず、第2シーズン2話「過ちのグランド・セントラル」において、被疑者のD・J・プラットを逮捕するために、以前の事件の証拠品を新規の証拠品として利用しようとした。最終的には思い留まったが、証拠品袋の封印を破ってしまったため、マックはCSIラボの完全性を維持するために彼女を解雇せざるを得なくなった。エイデンは将来同じことを繰り返さないという自信が揺らいでおり、マックにプラットの逮捕を託して、マックの決断を受け入れた。
CSIを退職した後、プラットとレイプ事件を繋ぐ証拠を探す間に私立探偵の免許を取得した。第2シーズン23話「勇気ある者」において、プラットを尾行していた彼女は逆に待ち伏せされ、撲殺された末に誰か分からなくなるほどに遺体を焼かれた。殺されようとするその間にも彼女はプラットを追いつめる致命的な証拠を同僚に分かる形で残した。エイデンの死はマックとチームに、特にエイデンと親しかったダニーに衝撃を与えた。
辞めた後も、メンバーとの交流はあった。ダニーのことは「“可愛いけど、好みじゃないのよ”」と振っていた。
ステラ・ボナセーラ (Stella Bonasera)
演 - メリーナ・カナカレデス、日本語吹替 - 野沢由香里 / 藤田淑子
出演 - 第1シーズン1話〜第6シーズン22話
ニューヨーク市警察CSIグレード1捜査官（1st Grade Detective 警部補格）
仕事に生活を捧げ、マックに次ぐポジションにいる。強靭な意思と決断力、知性から「自由の女神」との異名を持つ。ギリシャ人とイタリア人のハーフの孤児で、児童養護施設で育った。マックとは親しく、彼の健康面と精神面について心配している。嫌いな虫は蜘蛛。マックがつい本音を漏らす相手でもあるため、ホークスが規律を破ったりマック自身が女性関係の悩みを抱えた折、ついでもうっかりでも相談をするのはステラだけである。
芸術家のフランキーというボーイフレンドと付き合ったが、自分たちがベッドの中で抱き合う姿を彼に盗撮され、インターネットにアップロードされていたことにショックを受けて関係を絶つ。その直後に合鍵をこっそり作って侵入したフランキーに襲われた際、自衛のためやむなく彼を射殺した。
第5シーズンの終盤、恩師パパコタ教授とその弟による犯罪が発覚し、自身が絵の修復士だった母に連れられ2歳の時に渡米したことを知るが、父とも慕った教授の死により詳細は永遠の謎となった。
本人の登場は第6シーズン最終話まで。第7シーズン1話でラボに手紙が届き、ニューオーリンズにチーフとして転勤したことが語られる。

#### サブキャラクター
スタントン・ジェラード (NYPD Inspector Stanton Gerrard)
演 - カーメン・アルジェンツィアノ、日本語吹替 - 浦山迅
出演 - 第3シーズン11話〜第4シーズン18話
ニューヨーク市警察内務監査局内部調査官（Inspector 警視格）
第3シーズンを中心に登場。警視という地位にあり、NYPDの内部調査官。マック達としばしば捜査を巡って対立していた。CSIメンバーを見下すような発言をするが、フラックとは普通に会話をする。
第4シーズン18話「告白」で、自身の娘がレイプ事件の被害者となっていたことを知り、CSIによる取り調べを中断させようとするなど、激しく動揺していた。被疑者2人は逮捕されるが、感情を抑えきれなかったジェラードは、取調室でそのうちの1人を射殺してしまう。本編はジェラードが遺体を見下ろしながら立ち尽くすシーンで幕を降ろし、その後の展開は描かれていないが、逮捕され服役しているものと思われる。第5シーズン8話では、後任の女性警視ジリアン・ウィットフォードが着任した。
ブリガム・シンクレア (Chief Brigham Sinclair)
演 - ミケルティ・ウィリアムソン、日本語吹替 - 銀河万丈
ニューヨーク市警察刑事局局長（Bureau Chief 警視監格）
NYPD刑事局の局長。第3シーズン中心に登場。警察の政治的立場を優先しないマックとは対立していた。女性連続殺人の犯人をビルの屋上から突き落として死亡させたという疑惑がマックに生じた際、彼を辞めさせることで警察への不信を払拭し、「行動する男」として自分の評判を上げようとした。しかし、その犯人を以前に処置したジェラードが過失を犯した上にそれを隠蔽したという証拠をマックが入手し、それが明るみに出れば当時の署長であった自分にも悪影響が及ぶことを伝えられ、策略を崩されることになる。その後第8シーズンでも刑事局長として名前が度々登場し、長期休職したマックが必ず警察への復職を望むと予想して預かっていた退職願を早々に破棄していたり、ダニーの希望するヒラ刑事への降格とラボへの出戻りを認めたり、割りと現場の捜査官たちの融通を利かせてくれる管理職として描かれている。
その後の第4シーズンで、マックが犯人に監禁された際には自ら防弾チョッキを着て現場に乗り込む部下思いの面も見せている。
ジェシカ・エンジェル (Jessica Angell)
演 - エマニュエル・ヴォージア、日本語吹替 - 高森奈緒
第3シーズン1話から登場。ステラと一緒に捜査を行うなど、CSIの面々と良く一緒に行動していた。
第5シーズン中盤からフラックと交際していたが、最終話にて犯人護送中に襲撃に遭い殉職。彼女の死はフラックだけでなく、CSIメンバー全員に衝撃を与えた。
元警察官の父を持つ。兄が4人いるがいずれも警察とは関係ない職業に就いている。彼女が一家で唯一その父の反対を押し切って警察官になった。
ペイトン・ドリスコル (Dr. Peyton Driscoll)
演 - クレア・フォーラニ、日本語吹替 - 五十嵐麗
ニューヨーク市検視局検視官
第3シーズン1話から登場の女性検視官。マックと交際していた。亡くした妻を忘れられないマックと紆余曲折ありつつも、順調に仲を深めていた。元同僚のホークスとは親しい友人で、彼の処遇をめぐってマックと対立したことも（第3シーズン7話「殺しのブルース」）。
第3シーズンの最後にマックと共に実家のあるロンドンへと旅行に行くが、第4シーズンからはペイトンはロンドンに残る。そして、マックのことを今も愛しているがロンドンには家族も打ち込める仕事があるという壁は越えられないという理由でマックに別れの手紙を届けることに。第6シーズン22話にゲスト出演。
マーティ・ピノ (New York Medical Examiner Dr. Marty Pino)
演 - ジョナ・ロータン
ニューヨーク市検視局検視官
第2シーズン12話から登場。検視官。態度は軽め。同19話からシフトを昼に変更したらしい。しかしギャンブルに嵌まって借金を抱えるようになり、残業記録を改竄したことにより解雇された。
第5シーズン18話にて妻アナベルが殺され、検視官だった頃から麻薬常用者の臓器を使って麻薬を製造していたことが判明し逮捕された。自殺しようとするが、シドの説得に思い留まった。この事件はシドに強いショックを与えた。
ジェーン・パーソンズ（Jane Parsons）
演 - ソーニャ・ヴァルゲル
出演 - 第1シーズン8・9・12・13・16・17・19・22話、第2シーズン17・24話
DNA分析官
エバン
演 - ロン・ユエン、日本語吹替 - 間宮康弘
ニューヨーク市検視局検視官
第2シーズン1話から4話まで登場する検視官。捜査官に転身したシェルドンの代わりに検視官を務めていたが、第5話に登場したシドと入れ替わりに登場しなくなった。
ケンドール・ノヴァック (Kendall Novak)
演 - ベス・ウォール (Bess Wohl)、日本語吹替 - 田中晶子
第4シーズンのみに登場。アダムとは良きライバル関係を築いている。

## エピソード一覧
| シーズン | エピソード | 米国での放送日                | 米国での放送日                |
| シーズン | エピソード | 初回                          | 最終回                        |
| -------- | ---------- | ----------------------------- | ----------------------------- |
| Pilot    | 1          | 2004年5月17日                 | 2004年5月17日                 |
| 1        | 23         | 2004年9月22日                 | 2005年5月18日                 |
| 2        | 24         | 2005年9月28日                 | 2006年5月17日                 |
| 3        | 24         | 2006年9月20日                 | 2007年5月16日                 |
| 4        | 21         | 2007年9月26日                 | 2008年5月21日                 |
| 5        | 25         | 2008年9月24日                 | 2009年5月14日                 |
| 6        | 23         | 2009年9月23日                 | 2010年5月26日                 |
| 7        | 22         | 2010年9月24日                 | 2011年5月13日                 |
| 8        | 18         | 2011年9月23日                 | 2012年5月11日                 |
| 9        | 17         | 2012年9月28日                 | 2013年2月22日                 |
| トータル | 197        | 2004年9月22日 – 2013年2月22日 | 2004年9月22日 – 2013年2月22日 |

### 合同捜査・クロスオーバー
※日付はアメリカ本国での初回放送日。クロスオーバー作品#ドラマ・コメディ作品も参照。
『CSI:マイアミ』第2シーズン
2004年5月17日第23話「マイアミ－NY 合同捜査」において、マイアミで発生した事件の捜査のためにホレイショ・ケイン（演 - デヴィッド・カルーソ）がニューヨークを訪れ、本作の登場人物と共演。本作の顔見世の役割を果たした。
第2シーズン
マイアミ編との2度目のクロスオーバーが行われた。墜落した飛行機と逃走した連続殺人犯を巡って双方のキャストが共演する内容で、マイアミ編の第4シーズン7話「NYからの使者」（2005年11月7日放送）にマックが、本作の第2シーズン7話「再びの地、NY」（同11月9日放送）にホレイショ・ケインがそれぞれ出演した。
第3シーズン
2007年5月2日放送の第3シーズン22話「暴かれたコールドケース」に、『コールドケース 迷宮事件簿』（CSIシリーズ3作品と同じジェリー・ブラッカイマーが製作総指揮を務め、当時同じCBSで放送されていたドラマ）のスコッティ・ヴァレンズがゲストで登場した。過去に発生した未解決事件の関係者のDNAがステラのものと一致したことがきっかけで事件が再捜査されるストーリーで、この1話のみで完結する。
第6シーズン
CSI3作品をまたぐクロスオーバーである「CSI:トリロジー（英語版）」が放送された。事件はマイアミ（第8シーズン7話。2009年11月9日放送）→ニューヨーク（第6シーズン7話。同11月11日放送）→ラスベガス（第10シーズン7話。同11月12日放送）の順に舞台を移し、アメリカでは同じ週に放送された。なお、本作とマイアミ編の登場人物は他のシリーズには出演せず、ラスベガス編の主人公（当時）であるレイモンド・ラングストン（演 - ローレンス・フィッシュバーン）が3作全てに出演しているのみである。
ファイナルシーズン
ラスベガス編との初にして、ニューヨーク編としては最後のクロスオーバーが行われた。マックの恋人であるクリスティーンを追って、サプライズをしようとベガスにマックが訪れる設定で、ラスベガス→ニューヨークの順に進む。ラスベガス編第13シーズン「ニューヨークからの来訪者」にはマックが、本作ファイナルシーズン「ラスベガスからの追跡者」にはラッセル（演 - テッド・ダンソン）がそれぞれ出演した。

## 放送局

### 初回放送
| シーズン   | CBS                           | WOWOW                         |
| ---------- | ----------------------------- | ----------------------------- |
| シーズン 1 | 2004年9月22日 - 2005年5月18日 | 2006年1月7日 - 2006年6月24日  |
| シーズン 2 | 2005年9月28日 - 2006年5月17日 | 2007年1月6日 - 2007年6月23日  |
| シーズン 3 | 2006年9月20日 - 2007年5月16日 | 2008年1月5日 - 2008年6月21日  |
| シーズン 4 | 2007年9月26日 - 2008年5月21日 | 2009年1月10日 - 2009年5月30日 |
| シーズン 5 | 2008年9月24日 - 2009年5月14日 | 2010年1月9日 - 2010年7月10日  |
| シーズン 6 | 2009年9月23日 - 2010年5月26日 | 2010年12月4日 - 2011年6月18日 |
| シーズン 7 | 2010年9月24日 - 2011年5月13日 | 2011年12月25日 - 2012年6月2日 |
| シーズン 8 | 2011年9月23日 - 2012年5月11日 | 2013年1月12日 - 2013年5月11日 |
| シーズン 9 | 2012年9月28日 - 2013年2月22日 | 2014年1月11日 - 2014年5月3日  |

### その他の日本
AXN
シーズン1 - 2007年5月4日から2007年10月5日
シーズン2 - 2008年4月4日から2008年9月9日
シーズン3 - 2009年4月7日から2009年9月17日
シーズン4 - 2010年6月9日から2010年10月27日
シーズン5 - 2011年6月15日から2011年10月19日
シーズン6 - 2012年6月6日から
テレビ東京
シーズン1 - 2008年10月15日から2009年1月7日
シーズン2 - 2008年2月12日から2008年4月7日
シーズン3 - 2010年12月6日から2011年2月1日（テレビ東京系列）
シーズン4 - 2011年10月31日から2012年1月17日
シーズン5 - 2012年5月28日から2012年7月5日
シーズン6 - 2012年11月5日から2012年12月11日
シーズン7 - 2013年4月8日から2013年5月15日
シーズン8 - 2014年6月9日から2014年7月8日
シーズン9 - 2015年4月3日から2015年4月24日
テレビ愛知
シーズン1 - 2011年3月20日から2011年8月27日
シーズン2 - 2011年11月29日から2012年3月6日
シーズン3 - 2010年12月6日から2011年2月1日
シーズン4 - 2013年1月5日から2013年7月13日
シーズン5 - 2013年7月20日から
テレビせとうち
シーズン1 - 2011年9月23日から2012年3月2日
シーズン2 - 2012年3月9日から2012年8月24日
シーズン3 - 2010年12月6日から2011年2月1日
シーズン4 - 2013年11月22日から2014年4月18日
シーズン5 - 2014年4月25日から2014年10月10日
シーズン6 - 2014年10月17日から2015年3月20日
シーズン7 - 2015年3月27日から2015年8月14日
シーズン8 - 2016年12月2日から2017年4月7日
シーズン9 - 2017年4月14日から2017年7月28日
テレビ大阪
シーズン1 - 2011年12月14日から2012年5月30日
シーズン2 - 2012年6月6日から2012年11月14日
シーズン3 - 2010年12月6日から2011年2月1日
シーズン4 - 2012年11月21日から2013年4月17日
シーズン5 - 2016年4月13日から2013年9月21日
シーズン6 - 2016年9月28日から2017年3月1日
シーズン7 - 2017年3月8日から現在

### 諸国
| 国                 | 放送日程   | 放送局                   |
| ------------------ | ---------- | ------------------------ |
| イギリス           | 土曜日・夜 | Five                     |
| イタリア           | 木曜日・夜 | Italia 1                 |
| オーストラリア     | 火曜日・夜 | Nine Network             |
| オランダ           | 木曜日・夜 | RTL 5                    |
| カナダ             | 水曜日・夜 | CTV                      |
| ギリシャ           | 木曜日・夜 | NET                      |
| コスタリカ         | 木曜日・夜 | AXNの「La Zona」の放送枠 |
| スウェーデン       |            | Kanal 5                  |
| スペイン           |            | AXNとテレシンコ          |
| ドイツ             | 月曜日・夜 | VOX                      |
| ニュージーランド   | 水曜日・夜 | TV3                      |
| ノルウェー         | 木曜日・夜 | TVNorge                  |
| フィリピン         | 火曜日・夜 | AXN                      |
| フィンランド       | 水曜日・夜 | MTV3                     |
| ブラジル           |            | AXN                      |
| フランス           |            | TF1                      |
| ベルギー           | 木曜日・夜 | VT4                      |
| ポルトガル         |            | SICとAXN                 |
| 香港               | 金曜日・夜 | ATV                      |
| マレーシア         | 火曜日・夜 | AXN                      |
| ラテンアメリカ地域 | 水曜日・夜 | AXN                      |

## DVD
英語版
日本語版
日本語版DVDはリージョンコード2でのみ提供されている。
| 商品名                        | 発売日        |
| ----------------------------- | ------------- |
| CSI:NY コンプリートDVD BOX-1  | 2006年12月1日 |
| CSI:NY コンプリートDVD BOX-2  | 2007年1月12日 |
| CSI:NY2 コンプリートDVD BOX-1 | 2008年5月23日 |
| CSI:NY2 コンプリートDVD BOX-2 | 2008年6月27日 |
| CSI:NY3 コンプリートDVD BOX-1 | 2009年2月27日 |
| CSI:NY3 コンプリートDVD BOX-2 | 2009年3月27日 |
| CSI:NY4 コンプリートDVD BOX-1 | 2009年12月4日 |
| CSI:NY4 コンプリートDVD BOX-2 | 2010年1月8日  |
| CSI:NY5 コンプリートDVD BOX-1 | 2010年9月9日  |
| CSI:NY5 コンプリートDVD BOX-2 | 2010年10月8日 |

## オンライン配信
英語版
アメリカ：iTunes Storeにてシーズン2から4までが配信された。
イギリス：動画配信サイトDemand Fiveにてシーズン1から4までが配信された。
日本語版・字幕版
Hulu にて、2022年3月15日より第1シーズンから第3シーズンまで配信開始された。今後最終シーズンまで段階的に配信される。
U-NEXTにて、2024年1月3日より第1シーズンから第9シーズンまでの配信が開始された。

## 日本語版
- 日本語制作版スタッフ
  - 制作・著作 - WOWOW
  - 配給 - 角川映画株式会社
  - プロデューサー - 中薗慶子
  - 製作担当 - 吉田啓介
  - ディレクター - 安江誠
  - 調整 - 藤樫衛

- 日本語版固有の特徴
  - 「CSI**ニューヨーク」シリーズが開始する前にクロスオーバー企画として「CSI**マイアミ2」第23話で、主要キャストが初登場した。日本語吹替版では、同話と「CSI**ニューヨーク」シリーズとで吹き替えキャストが異なる。
  - 日本語版クレジットのBGMもザ・フーの楽曲。第3シーズンまではテーマ曲「ババ・オライリィ」同様アルバム「フーズ・ネクスト」からの選曲で、「マイ・ワイフ」(S1)、「ビハインド・ブルー・アイズ」(S2/S7)、「ゲッティング・イン・チューン」(S3)、「ピンボールの魔術師」(S4)、「ぼくの頭の中に」(S5)、「ソー・サッド・アバウト・アス」(S6)。
  - AXN版シーズン1に限り、日本版テーマソングとしてDREAMS COME TRUEの「THE FIRST DAY WITHOUT YOU-JAPANESE VERSION-」が使われた。
  - 第5シーズン2話「死者の書」は、AXNでは放射線を題材とした内容である旨謹告を入れて放送されたが、テレビ東京およびテレビ大阪では放送されなかった。

## モバイルゲーム
ゲームロフトの運営するゲームロフト シネマにて公式モバイルゲームが2009年3月9日からiモード用、2009年3月18日からYahoo!ケータイ用とEZweb用に発売されている。対応機種は限られている。同ドラマの制作者の1人であるアンソニー・ズイカー氏によるオリジナルシナリオ。